# 프로페서 그린
프로페서 그린(Professor Green, 본명 Stephen Paul Manderson, 1983년 11월 27일 런던 ~ )은 영국의 힙합 가수이다. 대표곡으로 릴리 앨런과 함께한 'Just Be Good to Green'과 에밀리 산데와 함께 한 'Read All About It' 등이 있다. 그의 생애 등으로 비교했을 때 미국 유명 랩퍼 에미넴과 비슷해 흔히 그를 '영국의 에미넴'이라고 부르기도 한다.

## 같이 보기
- 스톰지